# Senza passare dal via
Senza passare dal via è un album discografico del gruppo musicale italiano Presi per caso, pubblicato nel 2009 dalla Goodfellas.

## Il disco
L'album affronta il tema della vita quotidiana in prigione nelle sue varie sfaccettature, senza risparmiare giudizi duri sulle condizioni di vita o più in generale sulla gestione della giustizia.
Il disco vede parecchie collaborazioni: Amos Vigna, Christian Simone, Andrea Pagani e Stefano Cecchi dei Radici nel Cemento, Andrea Ruggiero de I ratti della Sabina e dei Legittimo Brigantaggio e Rodolfo Maltese del Banco del Mutuo Soccorso.

## Tracce
Testi e musiche di Salvatore Ferraro (ad eccezione di Introduzione di Luca).
1. L'ho imparato in carcere – 3:18
2. Recidivo – 5:47
3. Processo monocratico – 5:04
4. C'è uno nuovo! – 3:29
5. Fatte 'na pennica – 3:37
6. Introduzione di Luca – 1:18 (musica: Antonioli)
7. Luca linfociti C3 – 6:26
8. Liberate Tobia – 3:43
9. W lo zingaro! – 3:39
10. L'uscita – 4:17

Durata totale: 40:38

## Formazione

### Gruppo
- Claudio Bracci - chitarra elettrica, chitarra acustica, e-bow, wah-wah
- Stefano Bracci - basso elettrico, basso fretless, basso funky
- Salvatore Ferraro - chitarra elettrica, chitarra resofonica, chitarra slide, tastiere, armonica a bocca, cori
- Nando Giuseppetti - percussioni e cori
- Marco Nasini - voce, cori
- Gabriele Petrella - batteria
- Andrea Pietravalle - chitarra elettrica, chitarra classica, chitarra funky

### Altri musicisti
- Luca Antonioli - pianoforte (Introduzione a Luca)
- Stefano Cecchi - tromba (L'ho imparato in carcere, C'è uno nuovo! e Fatte 'na pennica)
- Rodolfo Maltese - tromba, brass mute (Luca linfociti C3 e L'uscita)
- Fabio Mancano - sassofono soprano, sassofono tenore, cori (Processo monocratico e L'uscita)
- Andrea Pagani - trombone (L'ho imparato in carcere, C'è uno nuovo! e Fatte 'na pennica)
- Andrea Ruggiero - violino (W lo zingaro!)
- Christian Simone - sassofono tenore (L'ho imparato in carcere, C'è uno nuovo! e Fatte 'na pennica)
- Amos Vigna - sassofono contralto (L'ho imparato in carcere, C'è uno nuovo! e Fatte 'na pennica)